# William H. Seward
William Henry Seward, född 16 maj 1801 i Florida, Orange County, New York, död 10 oktober 1872 i Auburn, New York, var en amerikansk politiker och långvarig utrikesminister.
Han studerade vid Union College i Schenectady. Han gifte sig 1824 med Frances Adeline Miller och paret uppfostrade sex barn, varav ett adoptivbarn. Innan Seward blev politiker, arbetade han som advokat.
Han var guvernör i New York 1839–1842 för whigpartiet. Han var ledamot av USA:s senat från New York 1849–1861. Han blev invald som whig och blev snart ledare för slaverimotståndarna inom partiet. I och med whig-partiets nedgång gick han över till republikanska partiet och invaldes för en andra mandatperiod som republikan.
Han tjänstgjorde som USA:s utrikesminister 1861–1869 under presidenterna Abraham Lincoln och Andrew Johnson. Seward lyckades som utrikesminister förhindra att europeiska stormakter erkände sydstaternas självständighet. I samband med mordet på Abraham Lincoln utsattes även Seward för ett angrepp i sitt hem, men överlevde med svåra knivskador. Han är mest känd för Alaskaköpet 1867 efter förhandlingar med ryske Eduard de Stoeckl. I övriga USA kallades Alaska till en början Seward's Folly (Sewards galenskap) och Seward's Icebox (Sewards islåda). Köpet av Alaska firas varje år i delstaten Alaska på sista måndagen i mars och dagen kallas Seward's Day (Sewards dag).
Efter tiden som utrikesminister reste han jorden runt. Resan varade i fjorton månader och två dagar, från juli 1870 till september 1871. Han dog följande år hemma i Auburn, New York och hans grav är belägen på Auburns Fort Hill Cemetery.